# Baviola braueri
Baviola braueri е вид паяк от семейство Скачащи паяци (Salticidae). Видът е уязвим и сериозно застрашен от изчезване.

## Разпространение
Разпространен е в Сейшели.